# La saga dei McGregor
La saga dei McGregor è una serie televisiva australiana, trasmessa in Italia nel 2003.
La storia si basa sul poema Man From Snowy River scritto da Bajo Paterson e la serie è conosciuta anche con lo stesso titolo.

## Trama
È la storia della famiglia McGregor proprietaria di un ranch (Langara) situato nelle montagne vicino a Melbourne in Australia. La storia racconta le vicende di questa famiglia nel periodo di fine '800, alle prese con il prepotente ricco proprietario terriero di turno, oppure loschi individui sfruttatori della povera gente, siccità o nuove linee ferroviarie, corruzioni parlamentari e furti di bestiame. Il capofamiglia Matt McGregor, vedovo e padre di due maschi ormai adulti (uno è il pastore del villaggio) e una adolescente, incontra e si innamora di una intraprendente e battagliera vedova che si è appena trasferita nella cittadina di Paterson's Ridge e torna in possesso della sua proprietà terriera. Nel frattempo torna anche Luke il nipote di cui nessuno sapeva l'esistenza. Matt è rispettato da tutta la comunità per la sua onestà e rettitudine e verrà anche eletto come rappresentante locale in parlamento.

## Guest star
Durante la lavorazione della serie sono comparsi numerosi nomi noti:
- Tracy Nelson: Ruth Whitney
- Olivia Newton-John: Joanna Walker
- Chad Lowe: Sam Taylor
- Frances O'Connor: Rachael Macalister
- Jane Badler: Yvonne Waugh
- Dean Stockwell: Professor Julius Waugh

e soprattutto Hugh Jackman prima che diventasse famoso.

## Episodi
| Stagione         | Episodi | Prima TV Australia | Prima TV Italia |
| ---------------- | ------- | ------------------ | --------------- |
| Prima stagione   | 13      | 1994               |                 |
| Seconda stagione | 19      | 1995-1996          |                 |
| Terza stagione   | 20      | 1995               |                 |
| Quarta stagione  | 13      | 1996               |                 |